# Complexe Xalfa Xudoydod
 (décembre 2023).
Le complexe Xalfa Xudoydod est un monument architectural situé dans la région de Boukhara, en Ouzbékistan. Il a été construit par Sheikh Xudoydod ibn Toshmuhammad Azizon al-Bukhari entre 1777 et 1855, pendant le règne de la dynastie Manghit dans l'émirat de Boukhara. Le complexe se compose d'une médersa, d'une mosquée, d'une maison, d'une citerne et d'un cimetière.

## Histoire
Le complexe Xalfa Xudoydod est situé dans le quartier de Havzi Nav à Boukhara et a été fondé par Xalfa Xudoydod. Son nom complet est Shaykh Xudoydod ibn Toshmuhammad Azizon al-Bukhari. Xalfa Xudoydod était originaire de Khwarezm. Selon les informations du « Tuhfat uz-zoirin » (« Un cadeau pour les pèlerins »), Xalfa Xudoydod a acheté 12 parcelles de terrain pour ce complexe et a construit une khanqah, une médersa, une citerne et une salle d'ablution. Auparavant, les cimetières d'Eshoni Imlo et de Xalfa Xudoydod se trouvaient à l'endroit où le complexe est situé, mais ces cimetières ont été détruits pendant l'époque soviétique. Actuellement, une école et une institution préscolaire fonctionnent à la place de ces cimetières. L'entrée du complexe possède deux portes, la principale étant située du côté ouest. Le complexe possède une cour centrale avec un petit minaret au-dessus. Le minaret était utilisé pour l'appel à la prière. Les médersas ont des portes à deux étages et chaque pièce comporte 2 à 3 niches. Le tombeau de Xalfa Xudoydod se trouve dans la cellule orientale du complexe. Il y a également une citerne dans le complexe, avec deux portes d'entrée. Il y a 39 cellules d'un étage dans le complexe Xalfa Xudoydod. Une mosquée se trouve au sud-ouest du monument. Selon les sources, entre 150 et 200 étudiants étudiaient dans la médersa de ce complexe. Un certain nombre de documents waqf de ce complexe ont été préservés, lesquels indiquent qu'en 1797-1798, cette zone était l'orchard de Boqi Muhammadxon, comprenant une mosquée, une médersa et une citerne, et qu'ils ont été affectés au nom de Xalifa Xudoydod.

## Architecture
La maison est entourée de cellules d'un étage sur trois côtés. La mosquée située au sud-ouest de la maison a une forme carrée, est couverte d'un dôme et possède une véranda à colonnes en bois sur trois côtés. La véranda est décorée d'ornements sculptés en ganch, et les colonnes sont ornées de motifs sculptés. On accède à la citerne par un escalier. Les vestiges d'arches ont été préservés sur la façade de la médersa. Le tombeau de Xalfa Xudoydod est accessible par la partie nord-centrale de la maison, et il y a une véranda avec deux colonnes et des motifs peints près du tombeau. Le complexe Xalfa Xudoydod est un exemple de complexe comprenant diverses structures religieuses et commémoratives, et il est caractéristique de l'architecture des XVIIIe et XIXe siècles en termes de conception et de forme. La superficie de la mosquée est de 25 x 25,4 mètres, et bien qu'il y ait eu une inscription sur la mosquée, celle-ci n'a pas été préservée jusqu'à ce jour. Il y a une véranda du côté nord de la mosquée, et une salle de conférence a également été construite devant celle-ci. Selon l'ouvrage de l'historien Nasiruddin al-Hanafi intitulé « Tuhfat uz-zoirin » (« Un cadeau pour les pèlerins »), le complexe Xalfa Xudoydod a été construit par Shaykh Xudoydod ibn Toshmuhammad Azizon al-Bukhari, un représentant de l'ordre soufi Yassawiyya,.